# Požega (miasto Novi Pazar)
Požega (cyr. Пожега) – wieś w Serbii, w okręgu raskim, w mieście Novi Pazar. W 2011 roku liczyła 513 mieszkańców.